# Gryon carinatifrons
Gryon carinatifrons är en stekelart som först beskrevs av William Harris Ashmead 1894.  Gryon carinatifrons ingår i släktet Gryon och familjen Scelionidae. Inga underarter finns listade i Catalogue of Life.